# ヘルムホルツコイル

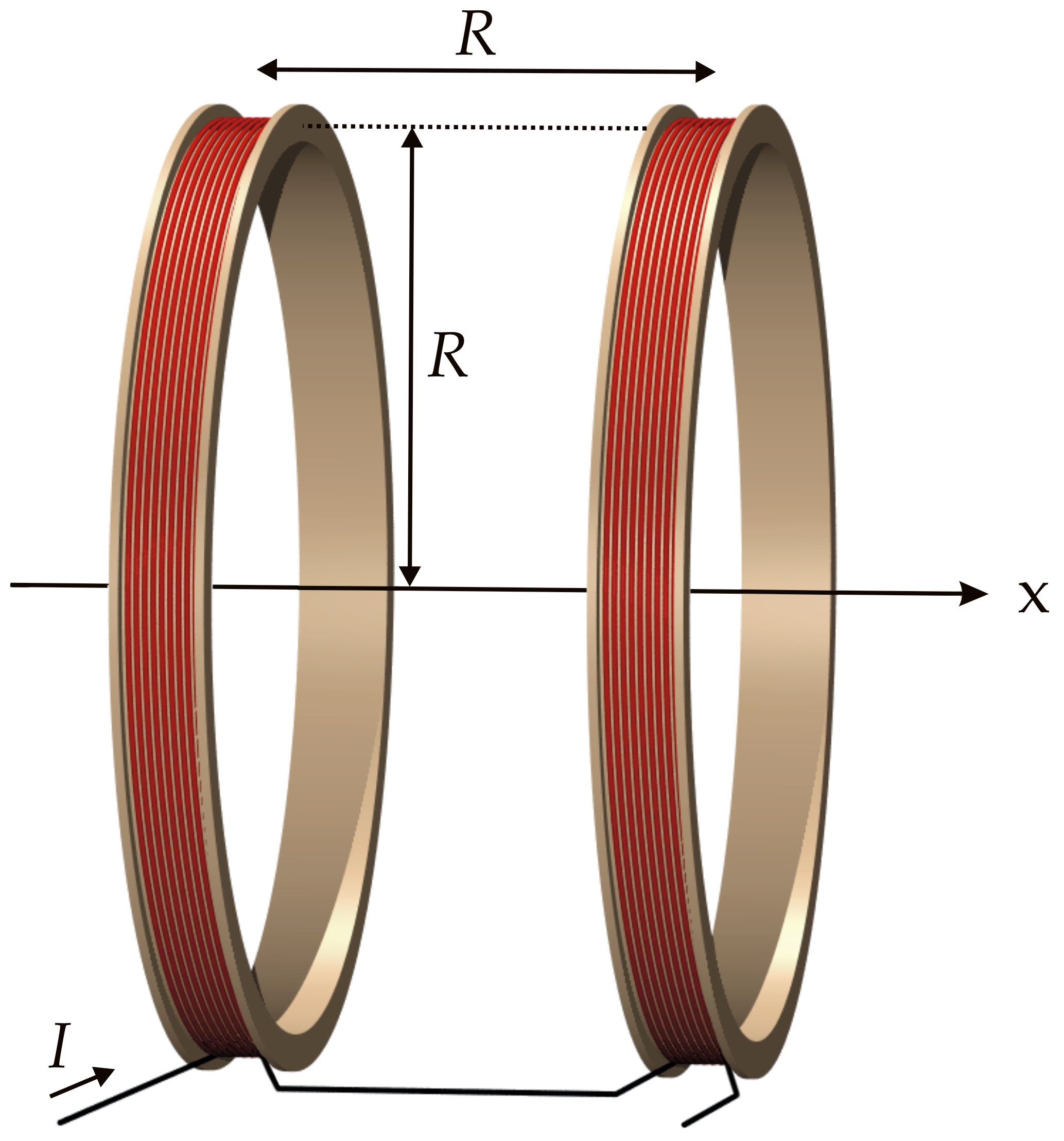
ヘルムホルツコイルの配置図

ヘルムホルツコイル（英語：Helmholtz coil）は、空間的に均質な磁場を発生させるための、コイルの配置方法の一つである。ドイツの物理学者ヘルマン・フォン・ヘルムホルツにちなんで名付けられた。

## 解説
ヘルムホルツコイルは、同一の二つのコイルを同一の中心軸を持つように配置される。このときのコイル間の距離はコイルの半径と同じでなければならず、流される電流も同じ向き・量である。このときのコイルで挟まれた空間の中心部分が目的の磁場を発生させる空間となる。
コイル間の距離{\displaystyle h}とコイルの半径{\displaystyle R}が等しい、すなわち{\displaystyle h=R}であるもののみをヘルムホルツコイルと呼ぶ。この組み合わせのときコイルの中心軸上の磁場の一様性が最大となる。とはいえ、ひとつのコイルの成す面とコイル間の中心では7％程度の変化は残る。
ヘルムホルツコイルはその磁場の一様性から地磁気を打ち消すために用いられることが多い。地磁気は殆どの場合において局所的には単一方向を向いていると見なせるため、同じく単一方向に向いた磁場を作ることの出来るヘルムホルツを用いることは理にかなっている。
また高磁場中での物性測定において用いられる超伝導電磁石もこの配置である。

## 導出

### 位置
ヘルムホルツコイルが空間に作る磁場の任意の点での方向・強さを求めるには数学的には複雑であり、ベッセル関数を用いる必要がある。コイルペアの軸上について言えばより簡単に記述することが可能である。中心点を原点とし、コイルの中心軸上の点{\displaystyle x}についてのテイラー展開を考える。
対称性よりテイラー展開の奇数次項は打ち消しあって0になる。
２次の項についてもそれぞれのコイルについて、{\displaystyle x=0}は変曲点になるため、トータルでは0になる。こうして不均質さの項は {\displaystyle x^{4}}の項として残る。ひとつのコイルについて、その変曲点がコイルの中心軸上の、コイルから{\displaystyle R/2}離れた点であることは容易に示すことができる。
このことからヘルムホルツコイルにおける各コイルの位置は中心点から{\displaystyle x=\pm R/2}に配置される。

### 磁場強度
簡単な計算で中心位置の磁場を得ることができる。半径をR、コイルの巻き数をn、コイルに流す電流をIとすると、中心点における磁束密度Bは以下の式で与えられる。
{\displaystyle B={\left({\frac {4}{5}}\right)}^{3/2}{\frac {\mu _{0}nI}{R}}}
ここで、{\displaystyle \mu _{0}} は真空の透磁率である({\displaystyle 4\pi \times 10^{-7}{\text{ T}}\cdot {\text{m/A}}})。

ひと巻きのコイルが中心軸上に作る磁場は、ビオ・サバールの法則より
{\displaystyle B={\frac {\mu _{0}IR^{2}}{2(R^{2}+x^{2})^{3/2}}}}
ここで、:
{\displaystyle \mu _{0}\;} = 真空の透磁率 = {\displaystyle 4\pi \times 10^{-7}{\text{ T}}\cdot {\text{m/A}}=1.257\times 10^{-6}{\text{ T}}\cdot {\text{m/A}}}
{\displaystyle I\;} = コイルの電流（アンペア単位）
{\displaystyle R\;} = コイルの半径（メートル）
{\displaystyle x\;} = コイルの中心軸上の間隔（メートル）
しかし、実際のコイルは複数回巻かれているので、磁場を作るために流れる全電流は
{\displaystyle nI\;} = total current
となる。ここで、
{\displaystyle n\;} = 片側のコイルのワイヤの巻き数
を上述の式へ導入すると
{\displaystyle B={\frac {\mu _{0}nIR^{2}}{2(R^{2}+x^{2})^{3/2}}}}
ヘルムホルツコイルでは、中心から各コイルまでの距離がR/2であるのでこれを代入して、
{\displaystyle B={\frac {\mu _{0}nIR^{2}}{2(R^{2}+(R/2)^{2})^{3/2}}}}
コイルが二つあるため上式をさらに2倍して
{\displaystyle B={\frac {2\mu _{0}nIR^{2}}{2(R^{2}+(R/2)^{2})^{3/2}}}}
{\displaystyle B={\left({\frac {4}{5}}\right)}^{3/2}{\frac {\mu _{0}nI}{R}}}
を得る。

## マクスウェルコイル
コイル内空間の磁場の均一性をさらに向上させるために、ヘルムホルツコイルの外側にもうひとつ半径の大きなコイルを追加させる方法がある。
この配置によって6次の項までの不均一さを取り除けられることが、1873年にジェームズ・クラーク・マクスウェルによって示された。これをマクスウェルコイルと呼ぶことがある。